# Raita

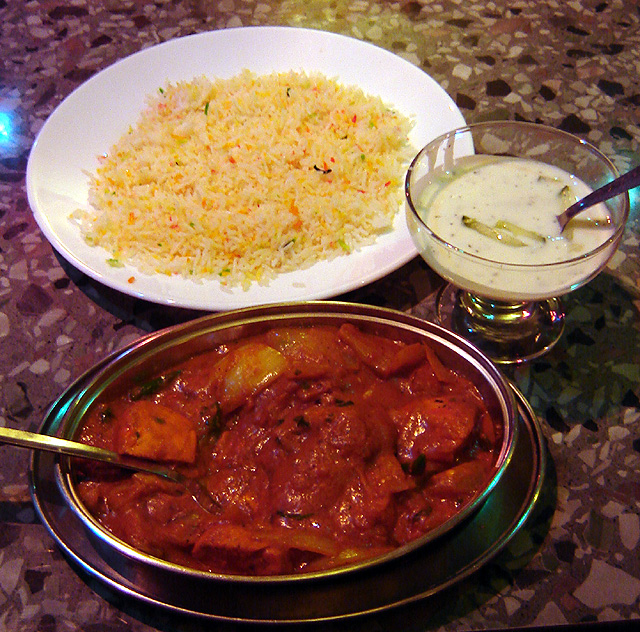
Pollo con arroz y raita (blanco) y un curry.

Raita es una salsa típica de la cocina india, que se emplea como condimento. En algunas ocasiones es una especie de ensalada y/o entrante de otros platos de la comida india.

## Características
La salsa tiene el yogur como base y se suele usar como salsa para mojar otros alimentos. El yogur de esta salsa se aliña con cilantro, comino, hojas de menta, pimienta de cayena u otras hierbas y especias. Vegetales como el pepino y las cebollas también se mezclan en la salsa. Un ingrediente clave en la elaboración de la raita es la mostaza en polvo. En realidad, la palabra hindi para mostaza es rai. El efecto del raita sobre el paladar resulta refrescante. Es de uso común en diferentes platos de la cocina India.